# Узунбоджак
Узунбоджак (болг. Узунбоджак) — биосферный заповедник ЮНЕСКО, один из пяти заповедников в природном парке Странджа в юго-восточной Болгарии. Заповедник также иногда именуют Лопушна. Узунбоджак был основан 13 декабря 1956 года и включён в Сеть биосферных заповедников ЮНЕСКО в марте 1977 года. Площадь заповедника составляет 2529,6 га (25,296 км²). На его территории запрещены все виды экономической деятельности.

## География
Заповедник расположен между сёлами Кости в общине Царево и Сливарово в общине Малко-Тырново, в долине реки Резовска примерно в 20 км от её устья. Рельеф неровный. Высота колеблется от 50 до 300 м.
Климат континентальный средиземноморский, мягкий в связи с близостью Чёрного моря. Среднемесячная температура зимой не опускается ниже 0° C (2—3° C в январе). Почвы — коричневые и жёлто-подзолистые.
Узунбоджак пересекают реки Резовска, Каретарски Дол и Лопушница.

## Флора
В парке произрастает 651 вид и подвид сосудистых растений. Около 65 % лесов — дубовые, а 30 % — буковые. Лесам более 200 лет.
К реликтовым видам растений относятся дуб Гартвиса (Quercus hartwissiana), лавровишня (Laurocerasus officinalis), рододендрон понтийский (Rhododendron ponticum), волчеягодник понтийский (Daphne pontica), падуб колхидский (Ilex colchica), зверобой чашечковидный (Hypericum calycinum), черника кавказская (Vaccinium arctostaphylos), груша лохолистная (Pyrus elaeagrifolia), мушмула германская (Mespilus germanica), рябчик понтийский (Fritillaria pontica) и другие.

## Фауна
Фауна Узунбоджака разнообразна. Наиболее распространёнными млекопитающими являются дикая свинья, лесной кот, волк, обыкновенный шакал, лисица обыкновенная, барсук европейский, европейская косуля, заяц-русак, хомячок серый. Обыкновенная рысь обитала на территории заповедника до 1930-х годов, когда она вымерла.
В заповеднике обитает много видов птиц, например, канюк обыкновенный, курганник, ястреб-перепелятник, подорлик малый, зимородок обыкновенный, оляпка, рябинник, горная трясогузка, просянка, дубонос, черноголовый чекан, обыкновенная кукушка, аист чёрный, различные виды соколов, дятлов, ласточек и т.д.
К амфибиям и рептилиям относятся обыкновенная жаба, озёрная лягушка, лягушка прыткая, а также зелёная ящерица, ломкая веретеница, средиземноморский тонкопалый геккон, обыкновенная медянка, полоз желтобрюхий, эскулапов полоз, ящеричная змея и леопардовый полоз.